# Willie McCovey
Willie Lee McCovey, soprannominato "Mac", "Big Mac" e "Stretch" (Mobile, 10 gennaio 1938 – Stanford, 31 ottobre 2018), è stato un giocatore di baseball statunitense che ha giocato nel ruolo di prima base nella Major League Baseball (MLB). È stato introdotto nella National Baseball Hall of Fame nel 1986 al suo primo anno di eleggibilità.

## Carriera
McCovey debuttò nella MLB il 30 luglio 1959, battendo con 4 su 4 contro il futuro membro della Hall of Fame Robin Roberts dei Philadelphia Phillies. Quell'anno tenne una media battuta di .354, venendo premiato come Rookie dell'anno della National League pur giocando solo 52 gare. Tre anni dopo aiutò i Giants a qualificarsi per le World Series 1962 contro i New York Yankees. La serie è ricordata in particolare per la sua conclusione: in gara 7, con due compagni in seconda e terza base e due out nella parte bassa del nono inning, McCovey colpì con violenza una pallina che fu presa al volo dal seconda base Bobby Richardson, preservando la vittoria di un punto degli Yankees. Non sarebbe andato più così vicino a conquistare il titolo.
McCovey trascorse diversi anni come cuore dell'ordine in battuta dei Giants, assieme al compagno Hall of Famer Willie Mays. La sua miglior stagione a livello statistico fu quella del 1969, quando batté 45 fuoricampo, 126 punti battuti a casa (RBI) ed ebbe una media battuta di .320, venendo premiato come MVP della National League.
Nel 1974, McCovey fu scambiato con i San Diego Padres, dove giocò fino al 1976, quando passò agli Oakland Athletics. Fece ritorno ai Giants nel 1977 e l'anno seguente batté il suo 500º fuoricampo. Il 3 maggio 1980 allo Stadio Olimpico (Montréal) batté il 521º e ultimo della carriera, diventando uno dei quattro giocatori della storia a battere un home run in quattro diversi decenni assieme a Ted Williams (con cui è alla pari come fuoricampo in carriera), Rickey Henderson e Omar Vizquel. Nel 1999, The Sporting News inserì McCovey al 56º posto nella classifica dei migliori cento giocatori di tutti i tempi

## Palmarès
- MVP della National League: 1

1969
- MLB All-Star: 6

1963, 1966, 1968–1971
- MVP dell'All-Star Game: 1

1969
- Rookie dell'anno della National League - 1959
- Leader della National League in fuoricampo: 3

1963, 1968, 1969
- Leader della National League in punti battuti a casa: 2

1968, 1969
- Numero 44 ritirato dai San Francisco Giants

## McCovey nella cultura di massa
Dopo la sconfitta nelle World Series, nella striscia dei Peanuts del 22 dicembre 1962, l'autore e tifoso dei Giants Charles M. Schulz disegnò Charlie Brown seduto tristemente con Linus, lamentandosi nell'ultima vignetta: "Perché McCovey non ha colpito la palla solo tre piedi più alta?" Il 28 gennaio 1963, la striscia mostrò una scena quasi identica, tranne nell'ultima vignetta in cui Charlie si lamentò: "O perché McCovey non ha colpito la palla anche due piedi più alta?"